# Santuario Nacional de Ampay
El Santuario Nacional de Ampay, Perú, se estableció el 23 de julio de 1987, mediante Decreto Supremo N.º 042-87-AG. 
Su nombre se debe al nevado Ampay que custodia la ciudad de Abancay y es también el nombre de los bosques que cubren los cerros vecinos. Está ubicado en el departamento de Apurímac, provincia de Abancay, distrito de Tamburco. Tiene una superficie de 3 635,5 ha.

## Fauna
En cuanto a su fauna silvestre podemos citar mamíferos como el zorro andino (Pseudalopex culpaeus), el venado
(Odocoileus virginianus), la vizcacha (Lagidium peruanum), la taruca (Hippocamelus antisensis) y aves como la gaviota andina (Larus serranus) y el cóndor andino (Vultur gryphus).
El zorro andino en la actualidad esta en extinción, ya que no tienen una buena relación con habitantes de la zona, y estos terminan por matarlos

## Flora
La flora está caracterizada por intimpa (Podocarpus glomeratus) que crece por manchales formando bosques en las laderas. La presencia de vegetación a grandes altitudes da lugar a escenarios de gran belleza, que contrastan con las nieves perpetuas de las cumbres y con la aridez de los cerros circundantes. Así podemos encontrar hermosos parajes salpicados de gigantescos chochos (Lupinus sp.) con flores azules y herbáceas con flores amarillas conocidas como zapatitos (Calceolaria sp.), así como varias especies de orquídeas. 
El santuario alberga dos lagunas, de las cuales la más espectacular es la laguna Uspaccocha que aparenta ser un gigantesco cráter. En sus aguas se reflejan las cumbres nevadas del Ampay.
El objetivo principal del Santuario Nacional de Ampay es la protección de un relicto de bosque de Intimpa en asociación con fauna silvestre y las dos lagunas principal

## Galería

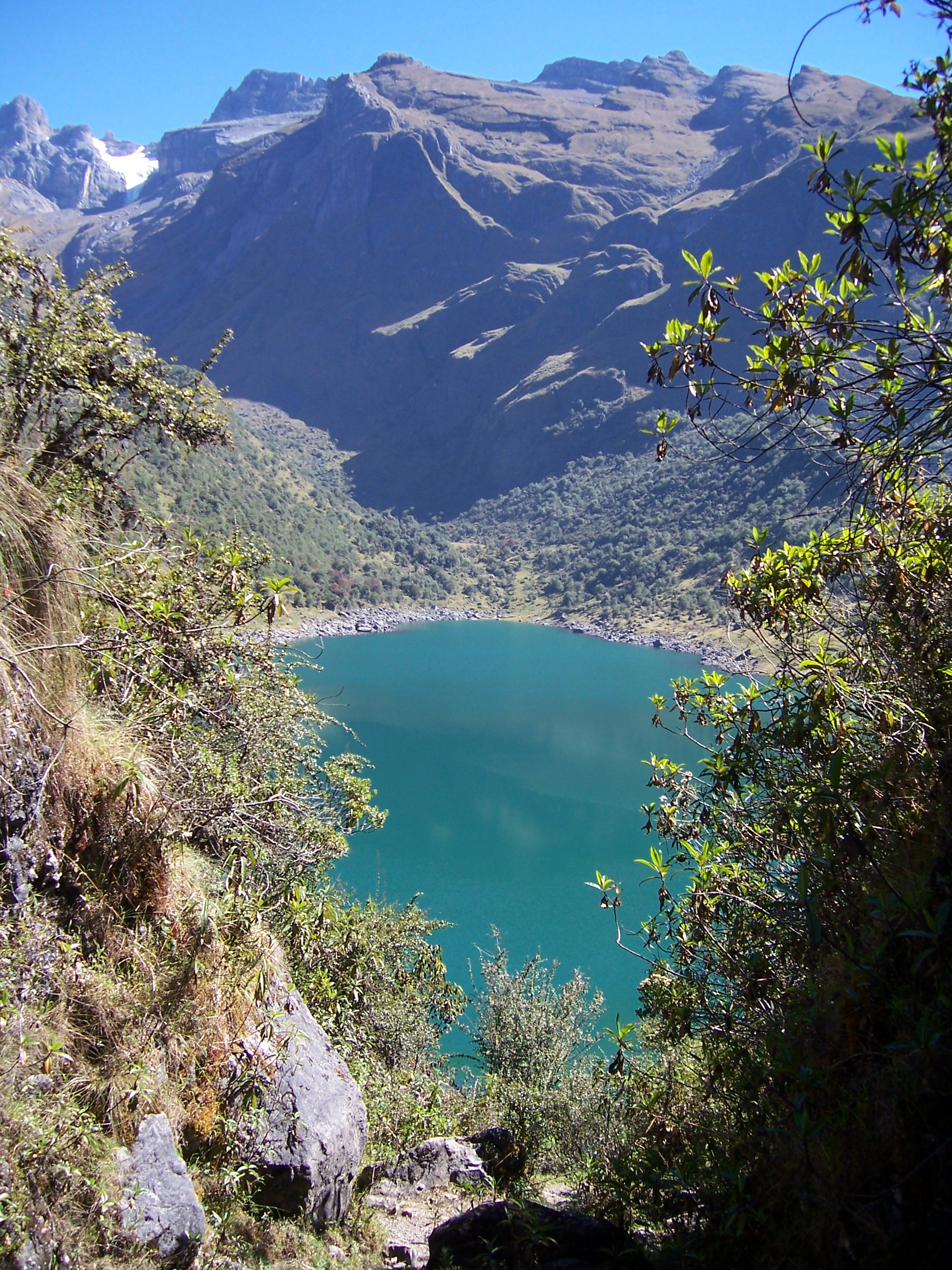
Entrada al lago Usphaqucha
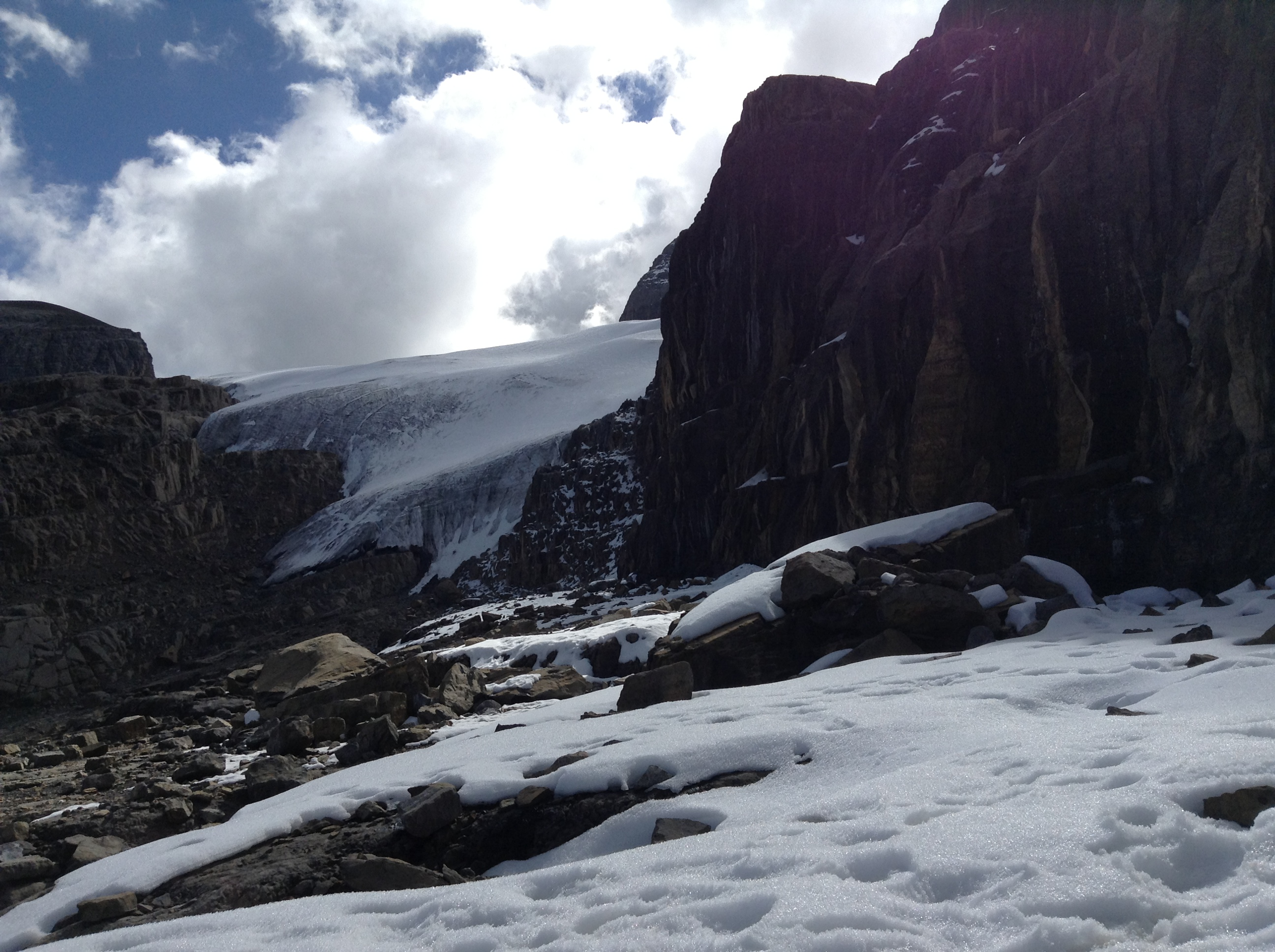
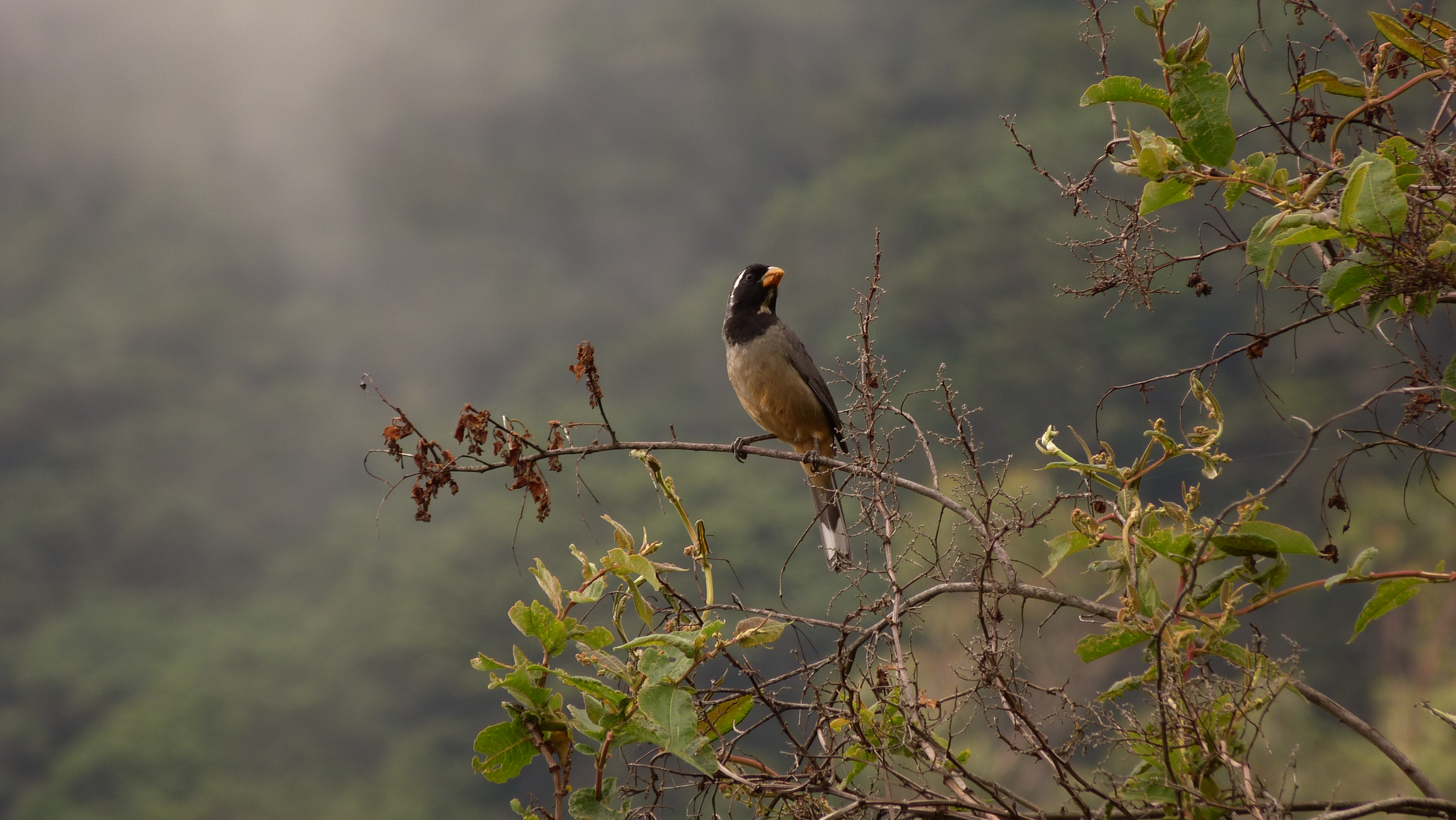
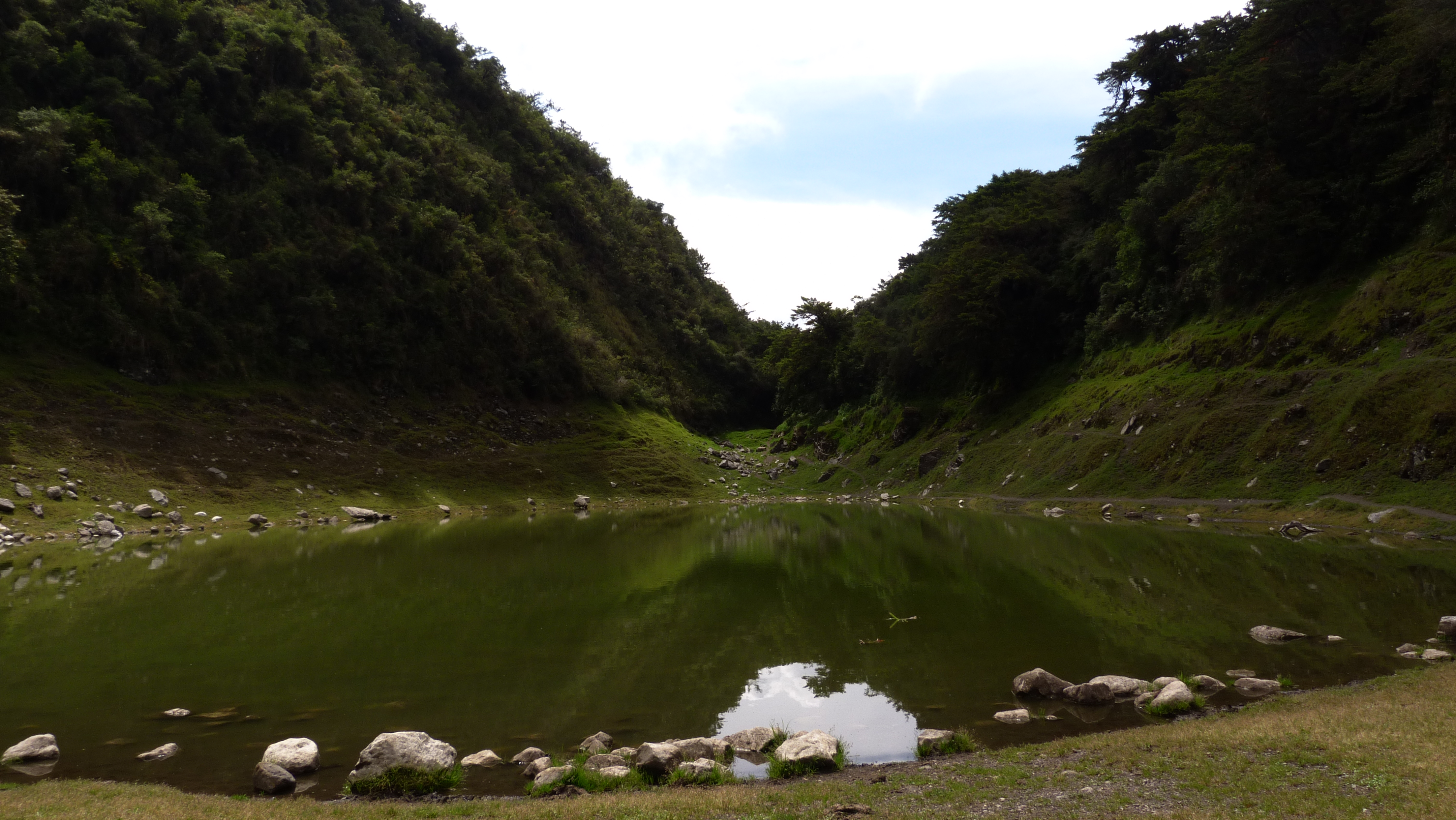